# Giuseppe Biasi
Giuseppe Biasi (Sassari, 23 ottobre 1885 – Andorno Micca, 20 maggio 1945) è stato un pittore, incisore e illustratore italiano.

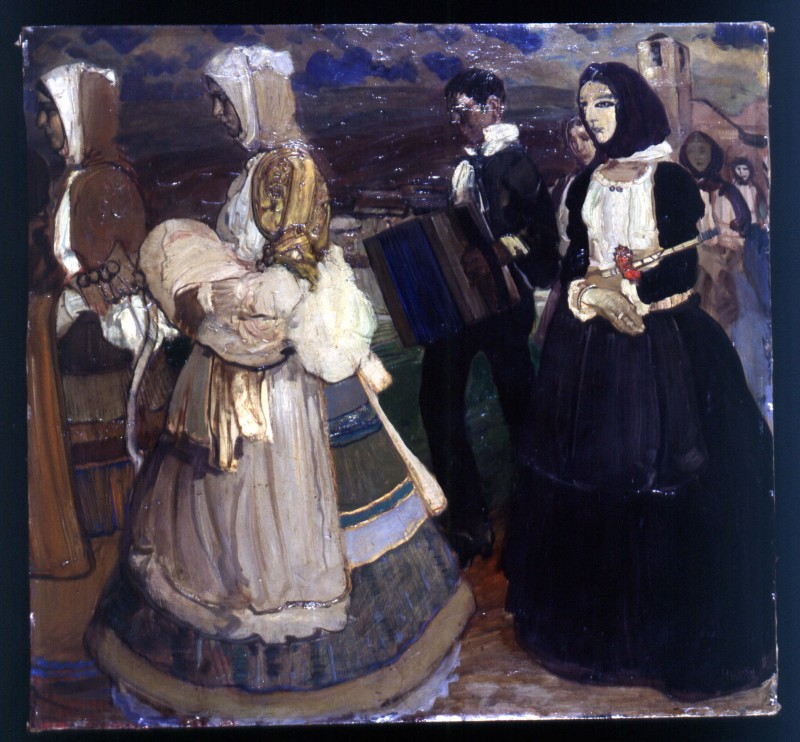
Battesimo sardo, 1910
Collezioni d'arte della Fondazione Cariplo

Figura portante dell'illustrazione e della pittura sarda, è stato un importante autore del XX secolo.

## Biografia
Nei primi anni del Novecento studia al Liceo classico Domenico Alberto Azuni, nel frattempo, intorno ai 16 anni, inizia a collaborare in qualità di caricaturista ai fogli umoristici sassaresi, vicini agli ambienti goliardici quali Il Burchiello e Il Massinelli. Nel 1904 parte per Roma dove, il poeta sassarese Salvator Ruju lo introduce nella redazione del settimanale socialista Avanti! della domenica. Biasi collaborò con la testata a partire dal 1905 fino al 1910. 
Nella primavera del 1905 è nuovamente in Sardegna, nella sua città natale, per proseguire i suoi studi in legge. Nell'ottobre, al teatro Politeama Verdi di Sassari, ha luogo una sua mostra personale di caricature.
Nel 1906 vince un concorso per scolarizzazione italiana avuta nella città natale, parte, con il conterraneo Mario Mossa De Murtas, alla ricerca della propria identità iniziando un vero e proprio viaggio nei paesi della Sardegna, avventurandosi nelle regioni interne, dalla Barbagia al Sulcis. Rimane letteralmente affascinato dall'ambiente e dai costumi di Teulada.
Qui Biasi trova nell'estetica degli usi e degli abiti tradizionali, della musica e del canto, ciò che in se stesso ricercava, quell'originalità virginale e autentica, non ammantata né di folclorismi o di nostalgie, ma neanche del fin troppo facile fascino "selvaggio". Possiamo infatti raffrontarlo ad alcune opere dell'ultimo periodo (specie pittoriche) dove vi è traccia di una certa componente nostalgica.
Nel 1908 consegue la laurea in giurisprudenza mentre nel 1909 inizia una proficua collaborazione con la scrittrice nuorese Grazia Deledda, "Grassia", premio Nobel per la letteratura nel 1926. Pubblica ne L'Illustrazione Italiana e La Lettura. Importante è ricordare che nello stesso anno il suo acquerello Processione nella Barbagia di Fonni viene selezionato per partecipare alla Biennale di Venezia.
Nel 1913 partecipa alla prima Mostra della Secessione Romana, mostra cui parteciperà anche l'anno seguente, oltre ad esporre alla Biennale veneziana. Nel 1914 entra a far parte del gruppo de L'Eroica, la rivista diretta da Ettore Cozzani a La Spezia che si è fatta promotrice della rinascita della incisione su legno.
È chiamato alle armi nel 1915, ma viene quasi subito ferito ad una gamba e viene ricoverato a Treviglio; per i postumi della ferita rimane claudicante. 

Nel 1916 si trasferisce a Milano frequentandone gli ambienti intellettuali ed artistici e riscuotendo buon successo. Conosce Aroldo Bonzagni con cui esporrà nel 1919 alla Galleria Pesaro; la sua pittura si fa più intensamente poetica.
L'esperienza romana di Valori plastici e soprattutto la nuova corrente di Novecento però segnano per lui un declino dell'interesse del pubblico verso la sua pittura.
L'avvento del fascismo al potere lo vede in una posizione critica, che gli costa l'invito alla Biennale del 1922. Lavora all'apparato decorativo dell'hotel Villa Serbelloni di Arturo Bucher a Bellagio (1923), ma nel complesso si trova in difficoltà creative e finanziarie.
Ai primi del 1924 parte per il Nord Africa. Vi si tratterrà fino al 1927, visitando la Tripolitania, la Cirenaica e l'Egitto, alla ricerca di nuove ispirazioni e di un primitivismo rigeneratore. Interessato all'arte africana, alle maschere rituali, all'arte indiana, ma anche a Matisse e a Modigliani, esegue una quantità di lavori ad olio, disegni e piccole tempere che si propone di sviluppare in futuro. L'esperienza africana lo porta ad elaborare uno stile asciutto e sintetico, con stesure di colore arido e magro.
Tornato in patria è freddamente accolto alla Biennale del 1928 in cui espone due grandi nudi intensamente decorativi: Serenità e La teletta. Si ritira in Sardegna dove propugna la formazione della Famiglia artistica sarda quale associazione di artisti ed intellettuali avversa all'omologazione promossa dallo stato fascista attraverso i suoi Sindacati. L'iniziativa viene contrasta dal regime che istituisce anche in Sardegna il Sindacato delle belle arti, affidato, in qualità di Segretario, al suo rivale Filippo Figari.

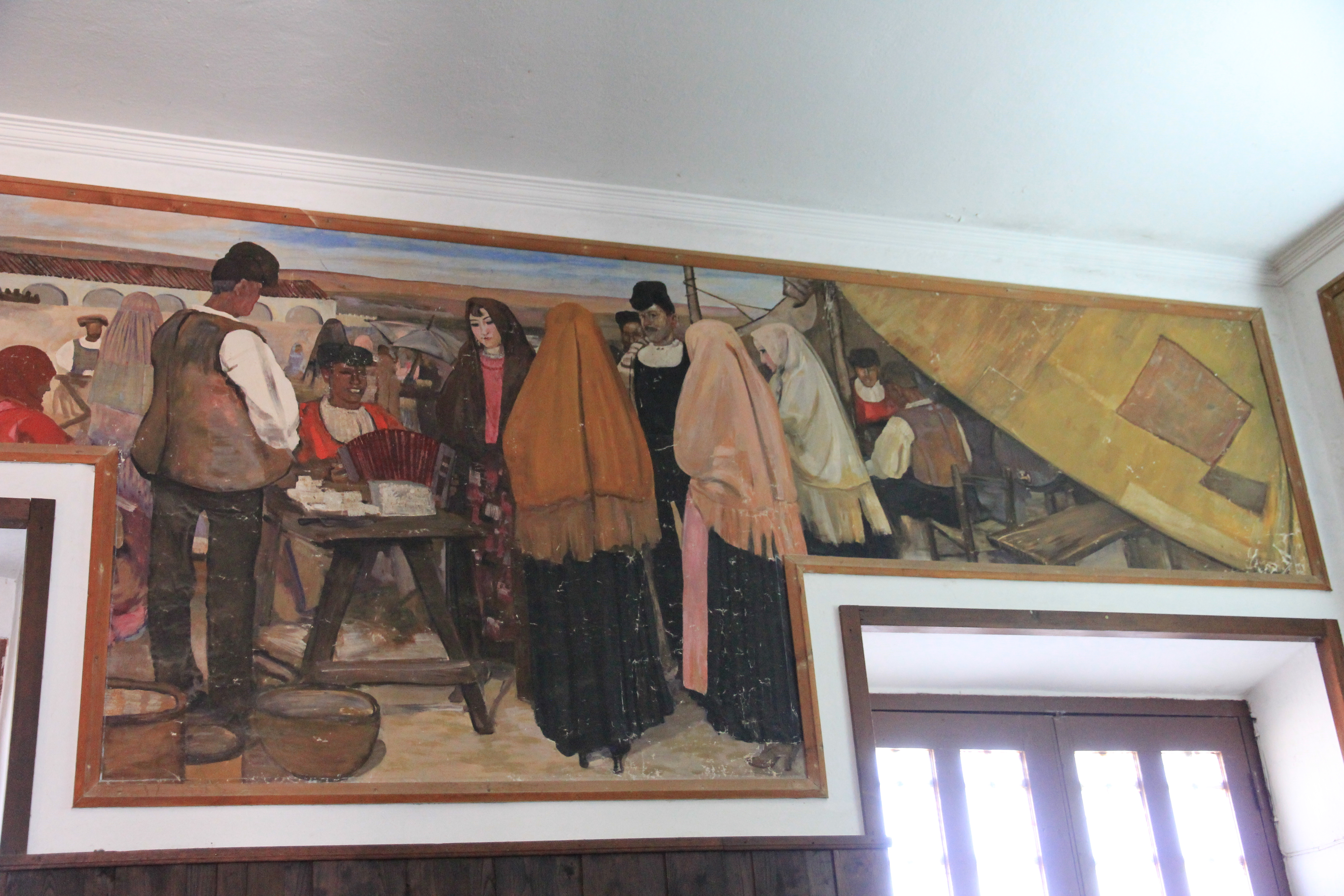
Affreschi nella sala d'aspetto della stazione di Tempio Pausania

I primi anni trenta sono per lui difficili: espone pressoché ignorato alla Biennale del 1930 e alla I Quadriennale del 1931, mentre ha successo alla meno importante esposizione della Mostra Coloniale di Roma.
Lavora alla  Villa Argentina di Viareggio (1930), alla stazione ferroviaria di Tempio (1931), mentre gli viene revocato il lavoro alla sala consiliare del Comune di Sassari.
Nel 1935 pubblica alcuni libelli di aperta critica al sistema di organizzazione delle mostre statali. Tra il 1936 e il 1938 espone a Cagliari, a Milano e a Biella.
Ai primi anni quaranta la sua arte arriva a freddi esiti realistici.
Sempre pressato da difficoltà economiche, alla ricerca di commesse di decorazione si trasferisce a Biella nel 1942; vi ottiene buon successo, ma suscita invidie nell'ambiente artistico locale.

La produzione di questi ultimi anni è permeata da pessimismo tragicamente presago.
Alla Liberazione viene accusato da una lettera anonima di essere stato una spia dei tedeschi; incarcerato, muore tragicamente il 20 maggio 1945 ad Andorno Micca dopo aver ricevuto dei colpi di pietra sulla testa, assassinato dai partigiani.

## Mostre
- Giuseppe Biasi, la Collezione Regionale, Sassari, Palazzo Frumentaria, 2004
- Giuseppe Biasi, Paesaggio con ritratto, Atzara Nuoro, Museo d'arte moderna e contemporaranea "Antonio Ortiz Echagüe" dicembre 2014-aprile 2015

## Galleria d'immagini

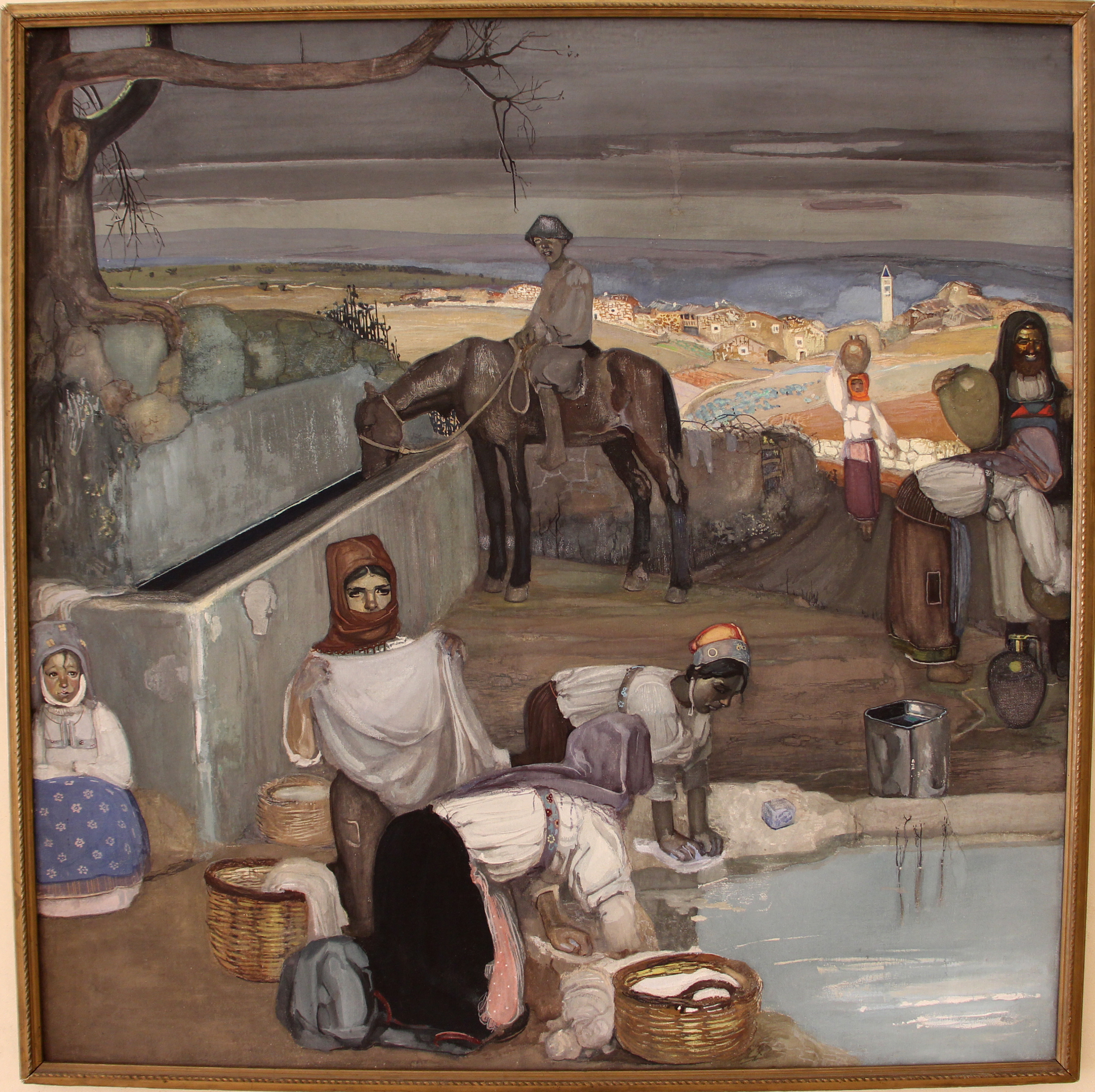
Mattino in un villaggio sardo, 1912 Pinacoteca nazionale di Sassari
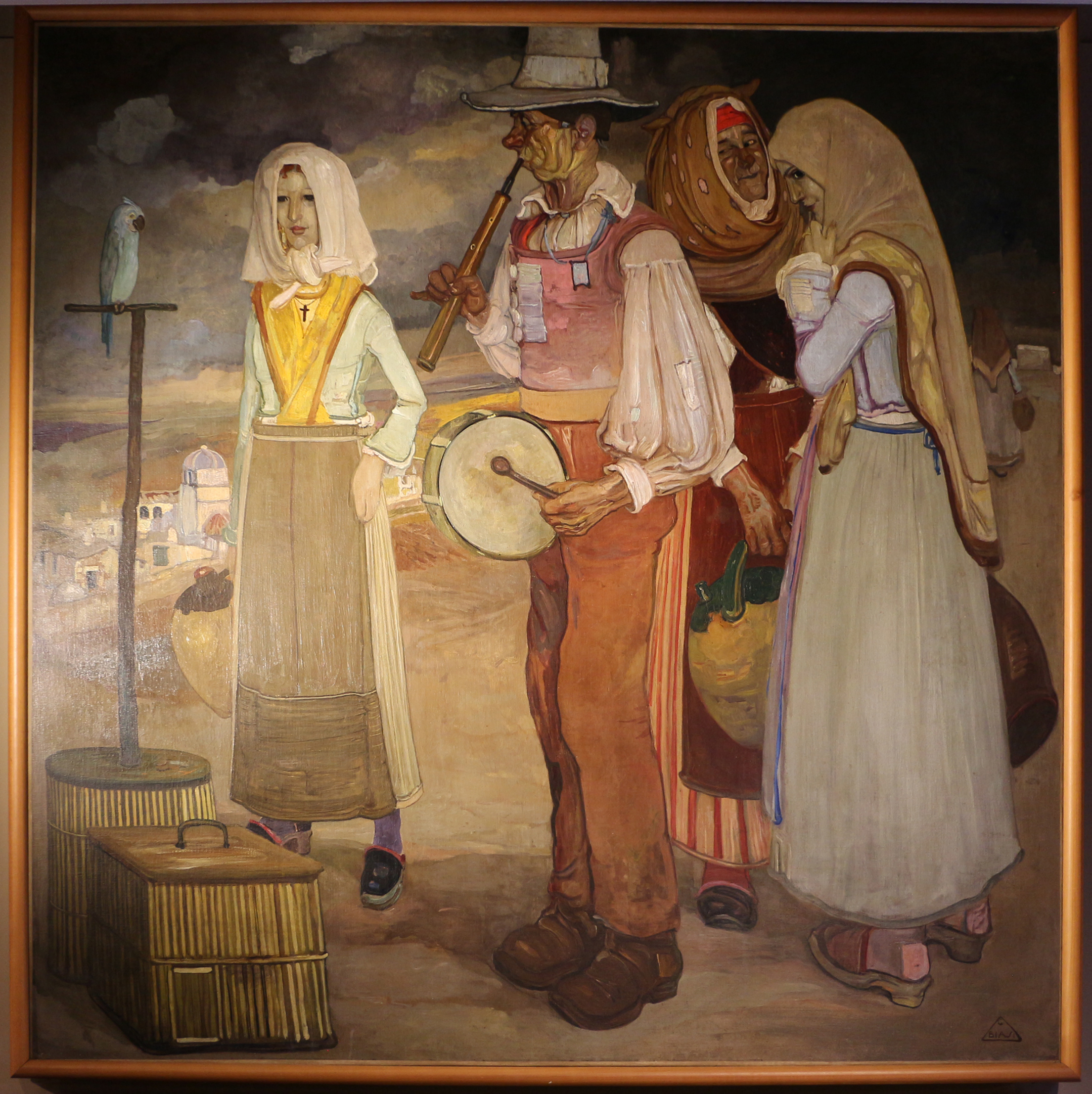
La canzone del pappagallo Nuoro, Museo delle tradizioni popolari sarde
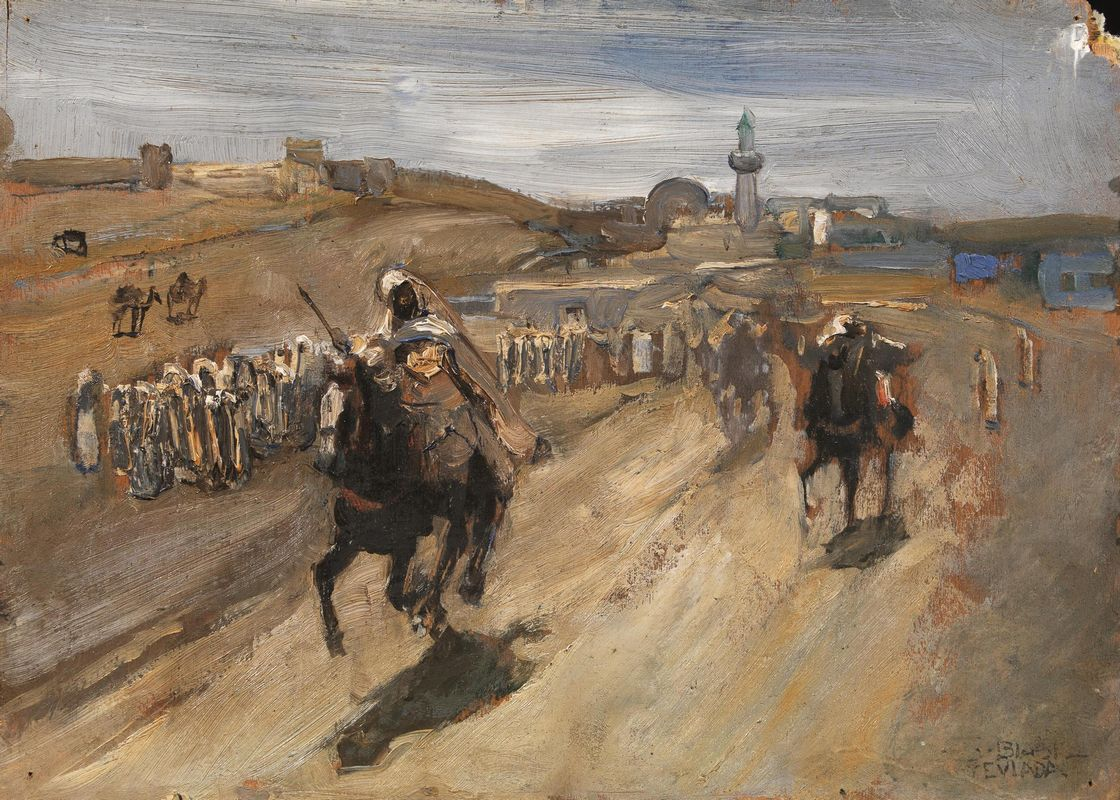
Cavalieri arabi
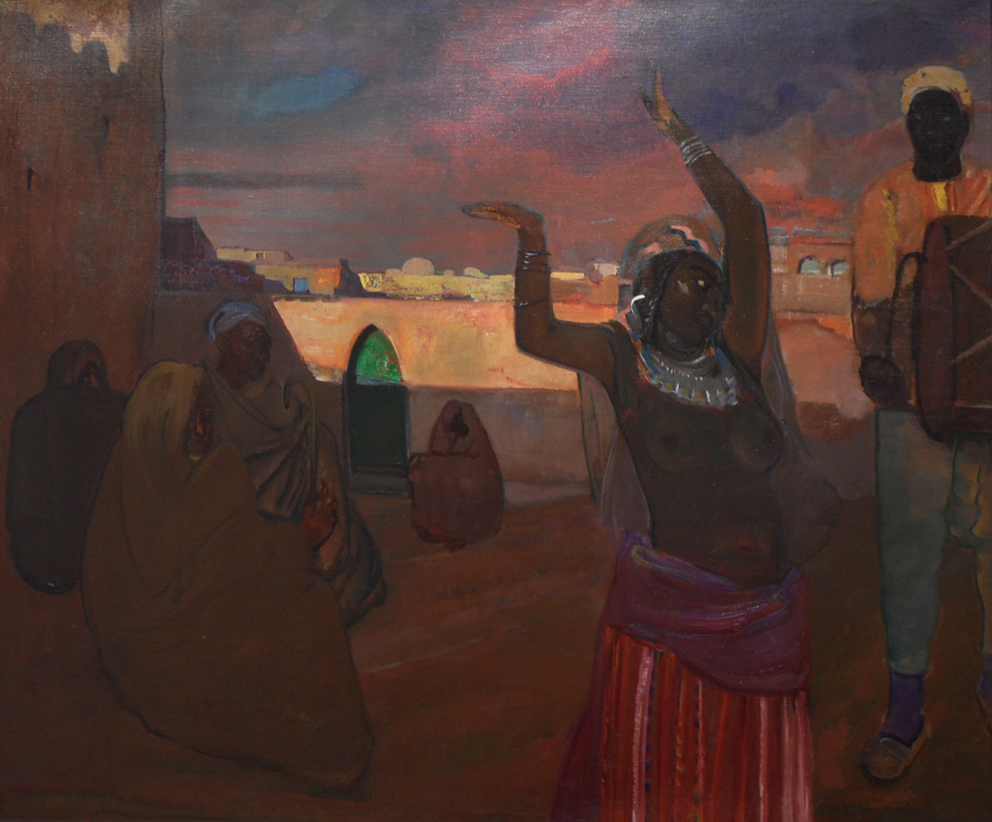
Danza della Nabruka
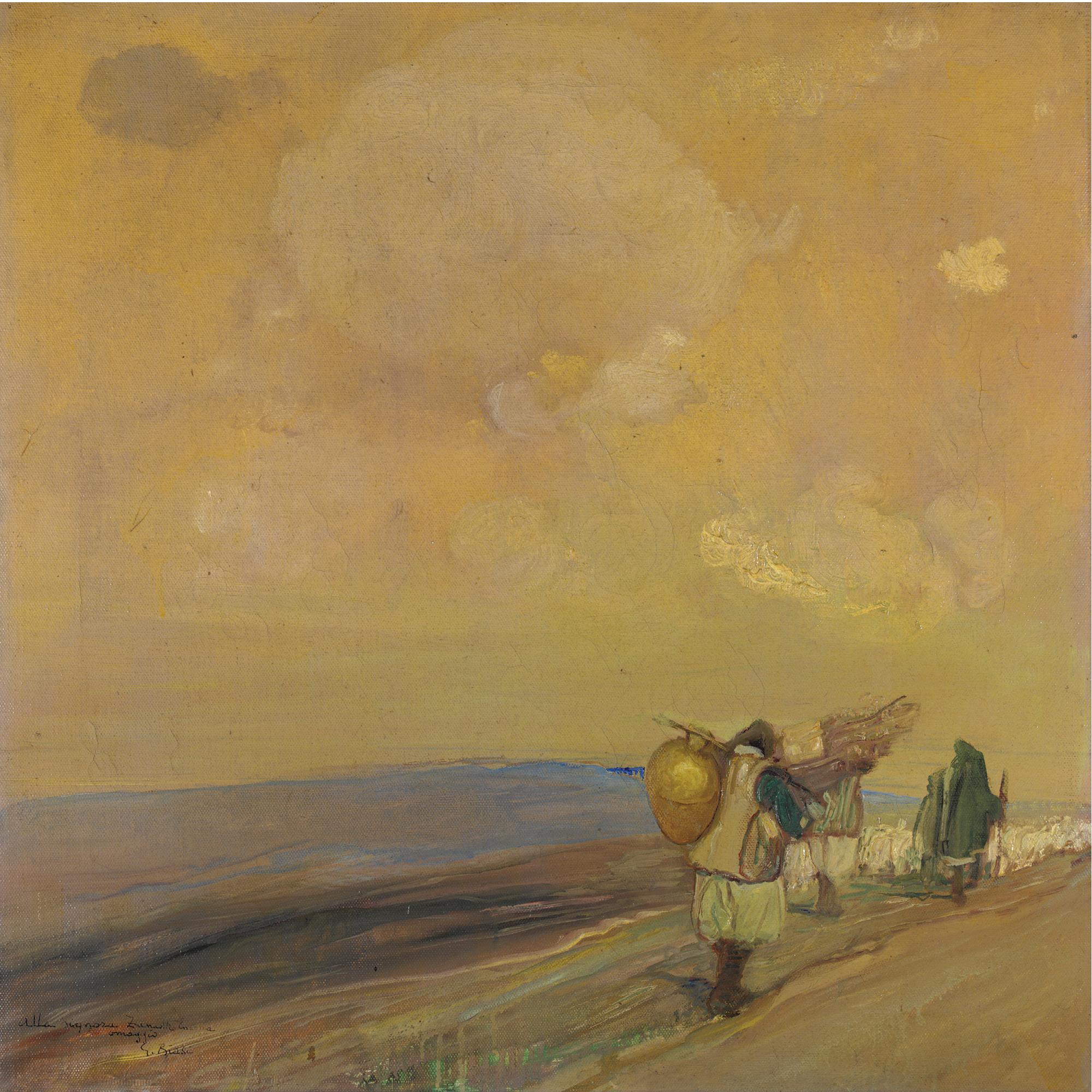
Pastori sardi
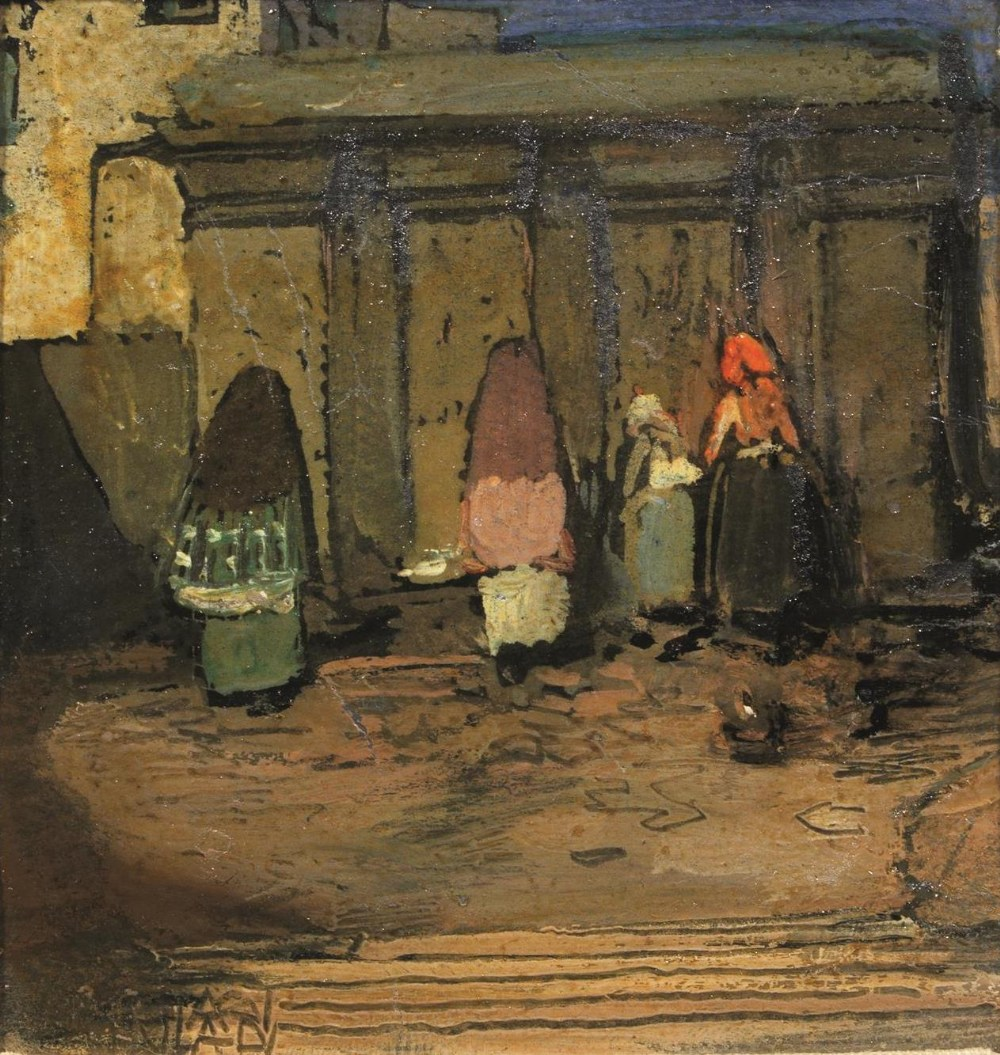
Donne alla fontana
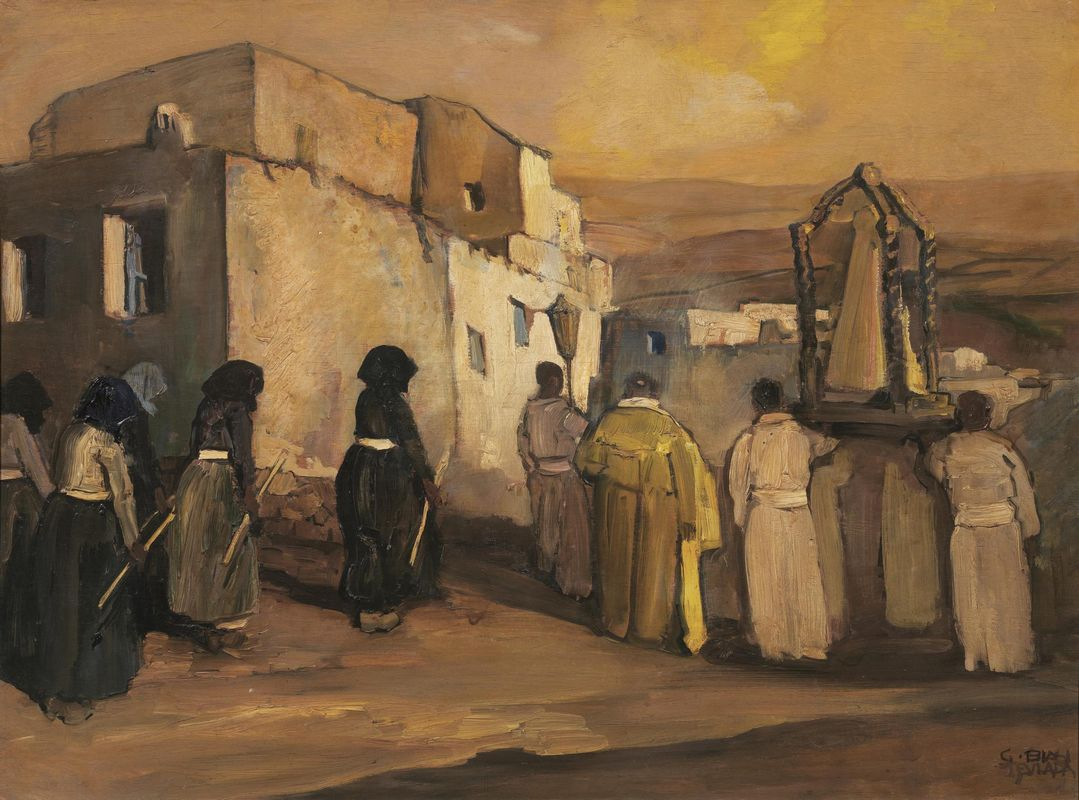
Processione Collezione sarda Luigi Piloni